# Leo Pine
Leo Pine (Tucson, 13 febbraio 1922 – Jupiter, 29 dicembre 1994) è stato un micologo e biochimico statunitense.
Ricercatore presso il Centers for Disease Control and Prevention di Atlanta per più di 30 anni, ha prodotto più di 140 pubblicazioni scientifiche sulla sindrome da shock tossico, la listeria, l'istoplasmosi e altre malattie. Ha fatto anche importanti scoperte sul batterio che provoca la malattia del legionario.

## Biografia
Ha conseguito una laurea presso l'Università dell'Arizona e un dottorato di ricerca presso l'Università della California a Berkeley. Ha insegnato presso l'Istituto Pasteur di Parigi e ha svolto attività di ricercatore presso l'Università Duke e il National Institutes of Health di Bethesda. 
Nel 1963 ha iniziato a lavorare al Centers for Disease Control and Prevention, dove è rimasto per tutta la durata della sua carriera.
Muore all'età di 72 anni per il morbo di Lou Gehrig.